# Valcolla

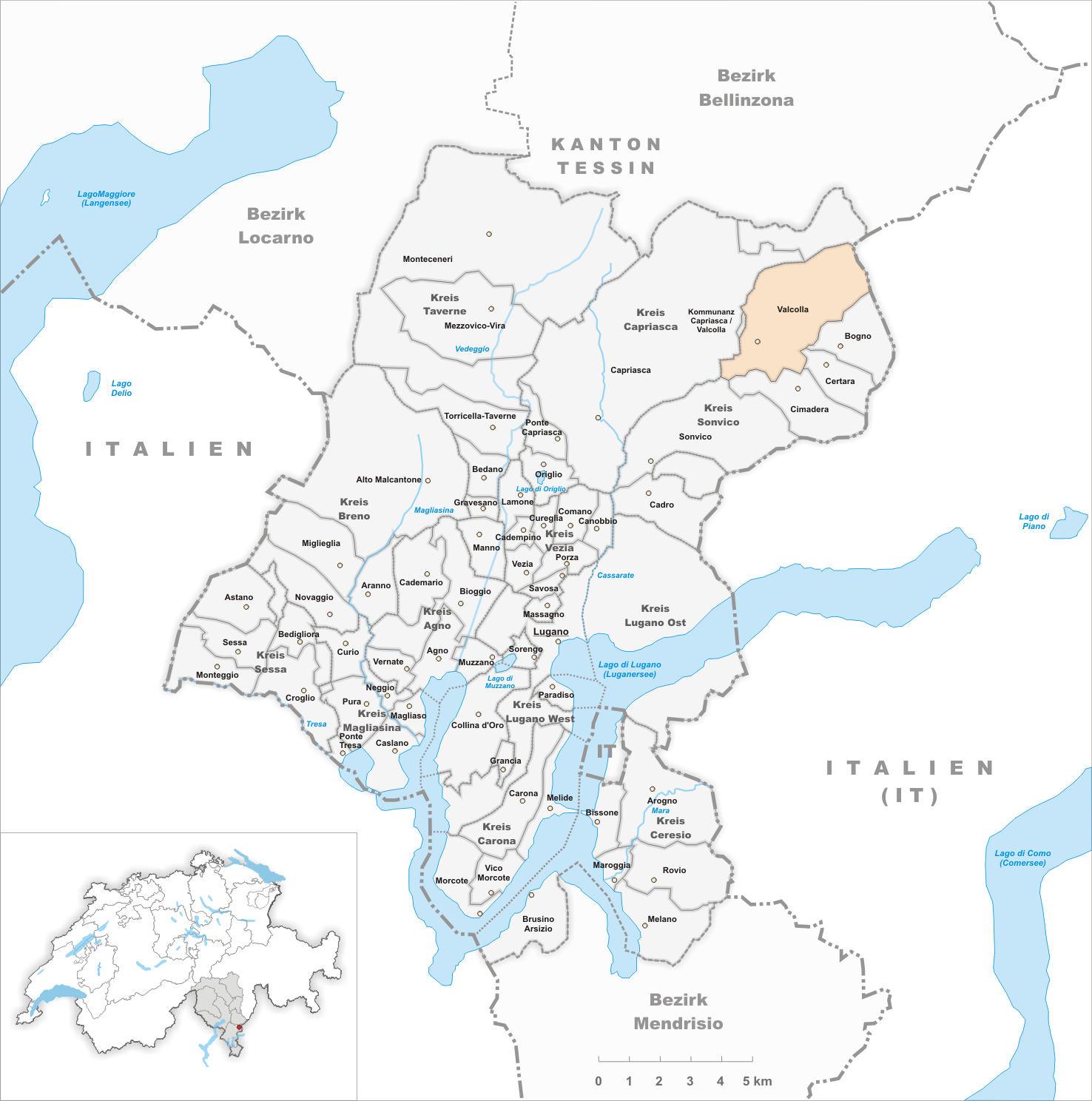
Gemeindestand vor der Fusion am 13. April 2013

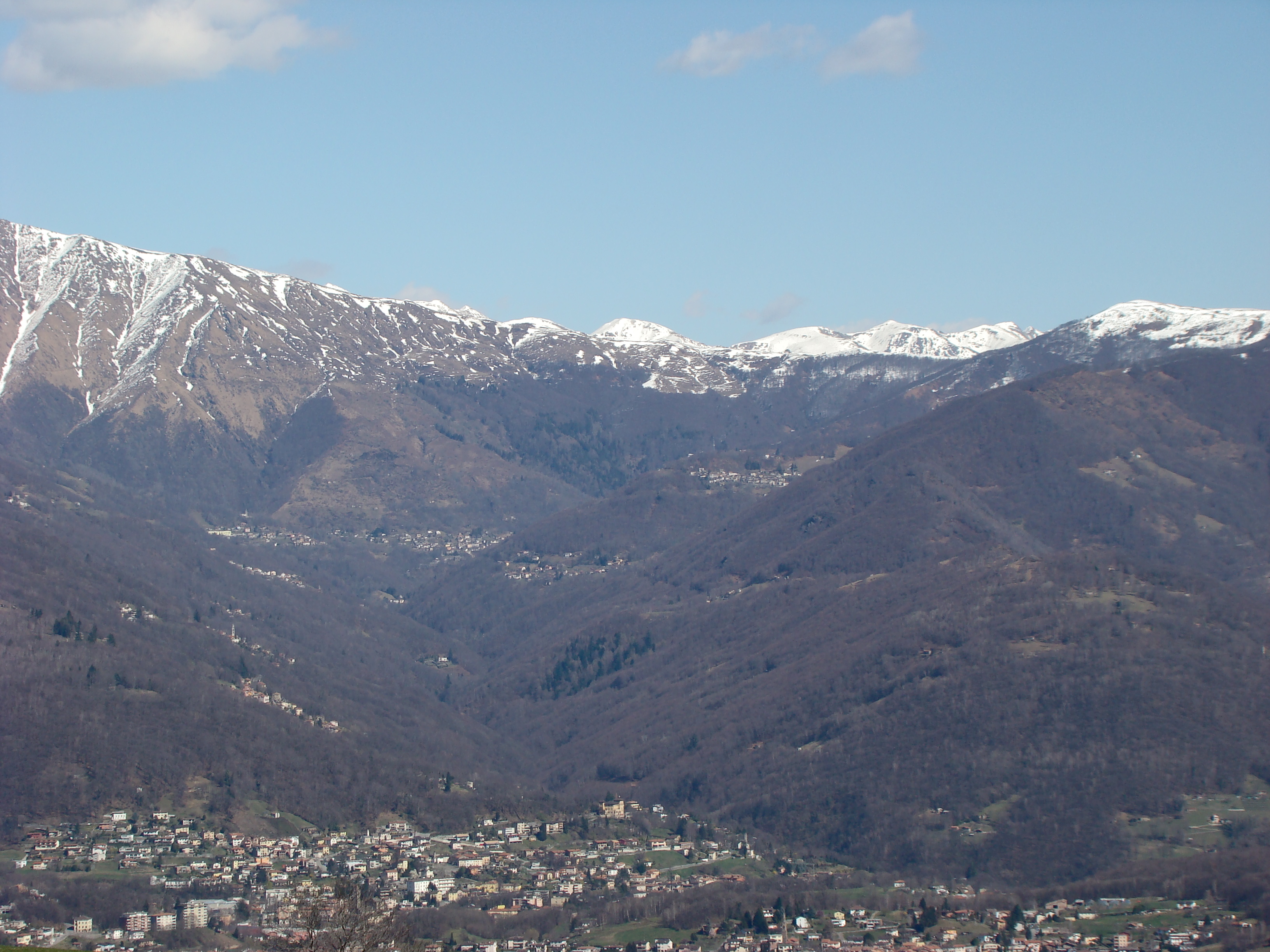
Val Colla

Valcolla ist eine Ortschaft in der Gemeinde Lugano im Schweizer Kanton Tessin. Von 1956 bis am 13. April 2013 bildete es eine politische Gemeinde im Kreis Sonvico, Bezirk Lugano.
Auf dem Gebiet der ehemaligen Gemeinde liegen die Orte Colla, Cozzo, Curtina, Insone, Maglio di Colla, Molino, Piandera, Scareglia und Signôra.

## Geographie
Valcolla liegt auf einer Höhe von 997 m ü. M. (Dorf Colla) im oberen Val Colla, an dessen rechtem Seitenhang. Von der dortigen Kirche aus hat man eine wunderschöne Aussicht auf das ganze Tal. Der Ort ist Ausgangspunkt für die Besteigung des Gazzirola.

## Geschichte
Eine erste urkundliche Erwähnung fand das Dorf im Jahre 1264 als Colla.
Die Ortschaften Colla, Signôra, Scareglia, Insone, Piandera, Certara und ein Teil von Cimadera bildeten im Mittelalter eine Nachbarschaft (vicinia), die in der ersten Hälfte des 15. Jahrhunderts dem Herzog von Mailand 92 Soldaten sowie Kriegsmaterial stellen musste. Colla bildet seit 1591 eine eigene Kirchgemeinde; die dem heiligen Petrus geweihte Kirche wird 1477 erstmals bezeugt.
Die politische Gemeinde Valcolla entstand 1956, als sich die bis dahin selbständigen Gemeinden Scareglia, Insone, Piandera und Signôra zusammenschlossen. Infolge der 2013 vollzogenen Fusion der Gemeinden Bogno, Certara, Cimadera und Valcolla mit der Stadt Lugano gehört der Ort heute zum neu gebildeten Luganeser Quartier Val Colla.
Valcolla bildet aber nach wie vor eine eigenständige Bürgergemeinde.

## Bevölkerung
Einwohnerzahlen: Jahre 1960–2000 Volkszählungsdaten, März 2013 bis Dezember 2023 Statistik der Stadt Lugano (Quartiere: Valcolla)

## Vereine
- Associazione RePADelLo[6]
- Associazione Uni Hockey Club Val Colla[7]
- Società di tiro Val Colla[8]
- Corporazione Terrieri Patrizi di Curtina[9]

## Sehenswürdigkeiten
- Pfarrkirche Santi Pietro e Paolo im Ortsteil Colla[10]
- Oratorium San Lazzaro im Ortsteil Colla[11]
- Oratorium San Luigi di Francia im Ortsteil Curtina[12]
- Oratorium Madonna del Carmine im Ortsteil Cozzo[13]